# خیرخاتالا
خیرخاتالا (به لاتین: Xırxatala) یک منطقه مسکونی در جمهوری آذربایجان است که در شهرستان قبله واقع شده است. خیرخاتالا ۱۳۹۲ نفر جمعیت دارد.